# Василка Манова-Томова
Василка Манова-Томова е български педагог и първи клиничен и консултативен психолог в България.

## Биография
Родена е на 3 декември 1912 г. в Цариброд. Семейството ѝ се премества в Лом. Там тя завършва основно училище, а след това учи в класическа гиназия в София. Завършва Софийския университет. Известно време е асистентка на проф. Димитър Кацаров в университета. Работи като детска учителка и преподавателка по в Институт за подготовка на учители. От 1942 г. датира първата ѝ публикация „Сборник лекции за изследване на детето“. През 1948 г. става главен инспектор в Министерството на образованието. Освен това е била референтен ръководител за предучилищното образование. През 1951 г. започва работа в Института за охрана на майчинството, чийто директор по това време е проф. Стефан Коларов. През 50-те години написва няколко книги, които се превръщат в настолно четиво за родители и медицински специалисти. От 1952 г. е хоноруван доцент в Методичния център за квалификация на лекари, медицински сестри, педагози (днес ИСУЛ). В началото на 1970 г. по инициатива на проф. Генчо Пирьов, проф. Манова-Томова и ст.н.с Здрава Иванова е създадено Дружеството на психолозите. От 1974 г. е професор и от тогава е нейната книга „Психологическа диагностика на ранното развитие“. Умира на 7 април 1976 г.

## Приноси
Един от най-значимите приноси на Манова-Томова е създаването на „Стълбицата на Манова-Томова“. Тази стълбица е създадена на основата на трудовете на Арнолд Гезел и някои по-малко известни опити в СССР. За да се оцени детето според тази стълбица, психологът наблюдава моториката му, манипулациите, които извършва, говора и емоциите и се определя актуалната възраст на развитие. След това актуалната възраст се приравнява към календарната възраст по 100 и се получава коефициента на психическо развитие. От там се разбира в кои области евентуално детето изостава или изпреварва.

## Трудове
- „За децата до 3 години“ (1955)
- „Възпитание чрез радост“ (1957)
- „Вече мога да говоря“ (1965)
- „Психология и възпитание на болното дете“ (1966)
- „Детски портрети“ (1967)
- „Емоции и говор у малкото дете“ (1969)
- „Трудни за възпитание и обучение деца“ (1971)
- „Психологическа диагностика на ранното развитие“ (1974)
- (в съавторство с Пирьов, Г., Пенушлиева, Г.) „Психологическа рехабилитация при нарушения в поведението в детска възраст“ (1976)